# Керъл (окръг, Индиана)
Окръг Керъл (на английски: Carroll County) е окръг в щата Индиана, Съединени американски щати. Площта му е 971 km², а населението е 20 306 души (1 април 2020). Административен център е град Делфи.